# Moshi
Moshi – miasto w północno-wschodniej Tanzanii, ośrodek administracyjny regionu Kilimandżaro, w pobliżu masywu wulkanicznego Kilimandżaro. Około 158 tys. mieszkańców.
W mieście rozwinął się przemysł spożywczy, włókienniczy, drzewny, skórzany, obuwniczy, szklarski oraz zapałczany. Znajduje się tu również port lotniczy Moshi.

## Miasta Partnerskie
- Stany Zjednoczone Delray Beach